# Proteuxoa tortisigna
Proteuxoa tortisigna är en fjärilsart som beskrevs av Walker 1856. Proteuxoa tortisigna ingår i släktet Proteuxoa och familjen nattflyn. Inga underarter finns listade i Catalogue of Life.

## Bildgalleri

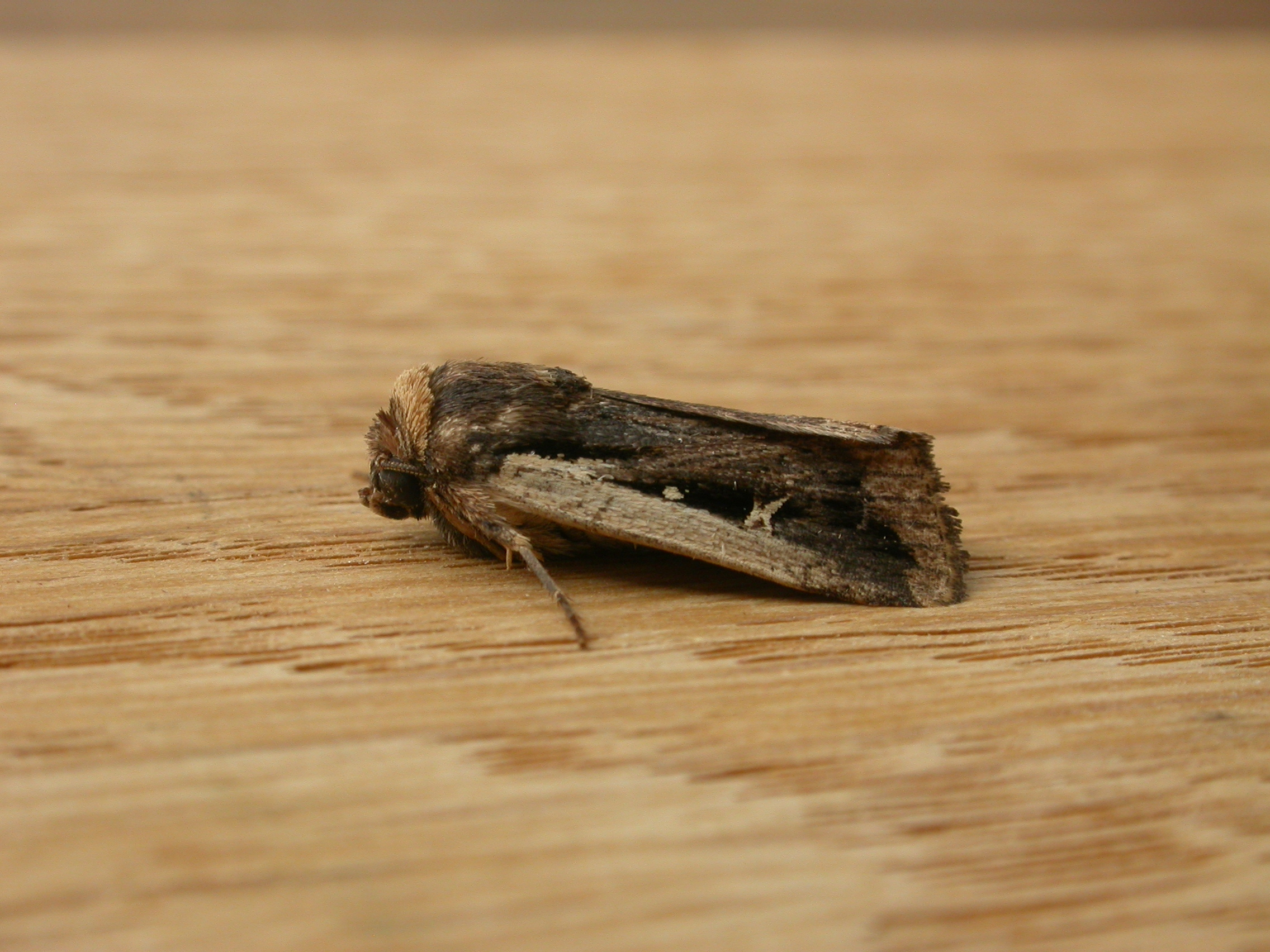